# Los Sims 2: edición navideña
Los Sims 2: Edición Navideña es una edición especial de Navidad de la saga de Los Sims 2. Incluye Los Sims 2 más diversos objetos de algunas festividades importantes del año.
- Datos: Q5980364